# Confine tra Liberia e Sierra Leone
Il confine tra la Liberia e la Sierra Leone ha una lunghezza di 299 km e inizia dal triplice confine con la Guinea a nord-est fino all'Oceano Atlantico a sud-ovest.

## Descrizione
Il confine inizia a nord al triplice confine con la Guinea nel fiume Moa, e poi procede via terra in direzione sud-ovest, prima di seguire il fiume Magowi per una certa distanza; questa sezione del confine comprende il cosiddetto "becco di pappagallo" del distretto di Kailahun, in Sierra Leone. Il confine procede quindi su una linea retta a sud fino al fiume Morro, quindi segue questo fiume e il Mano a sud-ovest fino all'Atlantico.

## Storia
La Sierra Leone fu fondata dagli inglesi nel 1780 come rifugio per gli schiavi salvati e liberati; l'area intorno a Freetown divenne una colonia della corona nel 1808 e il dominio britannico si estese gradualmente verso l'interno nei decenni successivi. La Liberia venne fondata come colonia per gli schiavi americani liberati nel 1822; vari insediamenti furono fondati lungo la costa negli anni successivi, con la maggior parte di essi che si unirono per creare la Repubblica di Liberia nel 1847 (la Repubblica del Maryland si unì più tardi nel 1857).
Quando l'entroterra africano cominciò a essere suddiviso a causa della Spartizione dell'Africa nel 1880, un trattato di confine anglo-liberiano fu firmato l'11 novembre 1885, che utilizzava il fiume Mano come confine; questo fu poi esteso più a nord del comune accordo nel giugno 1903. Un trattato tra Francia e Liberia che delimitava il confine francese Guinea-Liberia portò quest'ultima a cedere una considerevole striscia di territorio alla Francia, accorciando così il confine Liberia-Sierra Leone all'incirca alla sua attuale lunghezza. La Gran Bretagna e la Liberia modificarono ulteriormente il confine nel gennaio 1911, con la Liberia che cedette l'area del "becco di pappagallo" alla Sierra Leone in cambio di territori a est del fiume Mano. Questo nuovo confine fu poi delimitato da una commissione mista nel 1913-14, e confermato da un accordo nel 1917. Alcuni ulteriori piccoli aggiustamenti furono approvati con un trattato nel gennaio 1930, con le sezioni terrestri del confine segnate sul terreno con pilastri.
La Sierra Leone ottenne l'indipendenza nel 1961 e la frontiera divenne poi quella tra due stati indipendenti. Durante gli anni 1999-inizio 2000 entrambi gli stati furono travolti dalla guerra civile e la regione di confine divenne molto instabile, con ribelli armati e rifugiati che attraversavano spesso il confine.

## Insediamenti vicino al confine

### Liberia
- Kongo
- Meinke

### Sierra Leone
- Baiwala
- Bandajuma
- Diselami
- Gonohun